# En quelque temps

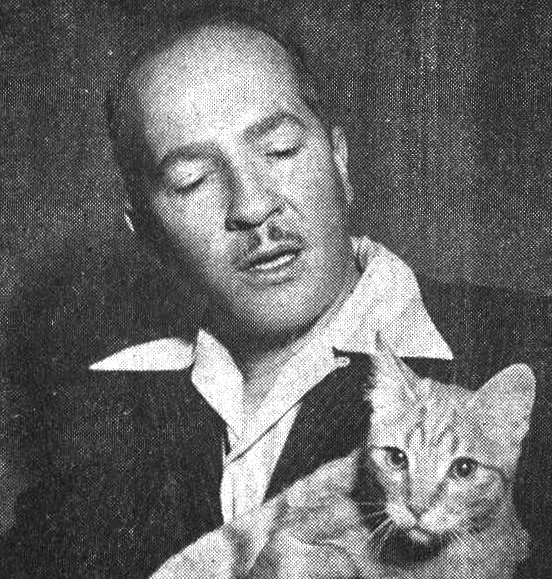
Robert A. Heinlein en 1953

En quelque temps (titre original : Elsewhen) est un roman court de science-fiction de l'écrivain américain Robert A. Heinlein, paru en 1941, basé sur la thématique du voyage dans le temps et d'univers parallèles. Il a été publié pour la première fois sous le titre Elsewhere dans le numéro de septembre 1941 du magazine Astounding Science Fiction, sous le nom de plume Caleb Saunders. Il fut réimprimé dans le livre Assignment in Eternity en 1953, avec quelques modifications mineures et un caractère supplémentaire.

## Résumé
L'histoire concerne cinq (à l'origine 4) étudiants différents assistant à un séminaire de philosophie. Le professeur explique qu'il a appris à utiliser son esprit pour remonter le temps et corriger une grave erreur dans sa vie. En utilisant l'hypnose, il les laisse voyager dans des mondes alternatifs de leur choix. Tous les étudiants disparaissent, à l'exception de Howard Jenkins. Les suggestions hypnotiques n'avaient aucun effet sur lui, car il ne croyait pas que c'était possible. Il est bouleversé par les disparitions, mais le professeur lui assure qu'ils ont tous reçu une suggestion hypnotique de revenir dans deux heures.
Au bout de deux heures, les élèves commencent à revenir et ils racontent leurs histoires. Dans chaque cas, le temps subjectif écoulé était beaucoup plus long que deux heures. Certains d'entre eux ont passé toute une vie dans le monde alternatif.
La première de retour était Martha Ross. Elle revient en ange . Elle a vécu en missionnaire dans le monde parallèle, est morte pour sa cause et est allée au ciel. Après avoir raconté son histoire, elle disparaît. (Cette section ne faisait pas partie de l'histoire originale.)
Arrive ensuite Helen Fisher. Elle a parcouru plusieurs chronologies très improbables. L'un d'eux était à la préhistoire, où elle vivait avec un vieux Néandertal. Il la traitait paternellement et elle appréciait l'endroit, jusqu'à ce qu'elle soit agressée par un jeune Néandertal. Une autre de ses chronologies se déroule à l'époque moderne de la ville de New York, mais elle entre dans la chronologie à l'envers. Pendant une courte période là-bas, elle a reculé dans le temps, jusqu'à ce qu'elle s'évanouisse et se soit déplacée dans une chronologie différente. Finalement, elle arrive à un endroit avec une dimension spatiale supplémentaire. Là, elle réalise qu'elle voit à l'intérieur d'objets solides: elle étudie alors son propre corps et pratique une appendicectomie avec ses ongles.
Après qu'Helen ait terminé son histoire, l'élève Robert Monroe arrive. Il a été transformé en gnome et est grièvement blessé. Il percevait sa nouvelle chronologie comme sa maison. Il s'appelait Igor et il avait une sœur. Son monde était en guerre contre les envahisseurs de l'espace et sa sœur était un chef militaire. La situation était désastreuse et leur camp était en train de perdre. Une fois revenu, il refuse d'aller à l'hôpital pour sa blessure, alors Helen utilise ses connaissances récemment acquises en anatomie pour le soigner. Helen choisi de revenir avec lui et elle l'aide à transporter des livres et des outils. Ils forment un couple, bien que l'histoire ne montre aucune évolution émotionnelle.
Après une longue attente, il devient évident qu'Estelle Martin, la quatrième élève, ne reviendra pas. Le professeur tente alors de la retrouver en écoutant la même bande de suggestion hypnotique qu'elle avait écoutée et en pensant à elle. Howard Jenkins, le cinquième, regarde disparaître le professeur, si bien qu'il commence à croire en cette possibilité qu'il puisse lui-même voyager entre les lignes de temps. Le professeur arrive sur une planète faisant penser à l'univers de Flash Gordon et découvre qu'Estelle est ici une prêtresse du nom de Star Light. Elle refuse de revenir à son ancienne chronologie car elle considère sa nouvelle réalité comme réelle et l'ancienne comme un rêve. Le professeur s'en retourne puis revient dans cette chronologie, cette fois accompagné d'Howard Jenkins. À leur arrivée, Jenkins est devenu un indigène-soldat avec un blaster et il connait déjà Estelle sous le nom de Star Light.
Le professeur revient à la chronologie d'origine et est arrêté pour suspicion d'enlèvement et peut-être de meurtre sur ses étudiants. Il sait que les forces de police ne le croient pas, alors il disparait dans la chronologie de Robert Monroe. Il y reste un certain temps et découvre que ses connaissances théoriques ne sont d'aucune utilité aux efforts de guerre. Par ailleurs, les livres et les outils qu'Helen a apportés sont utiles, mais pas suffisants. Il se rend donc dans la chronologie d'Estelle et de Jenkins et revient avec Jenkins et son blaster. Jenkins explique le fonctionnement du blaster et laisse le sien comme modèle.
Le professeur escorte ensuite Jenkins jusqu'à la chronologie d'Estelle et décide de s'y installer. Il passe son temps à donner des cours particuliers aux enfants et à essayer de développer une théorie du temps qui expliquerait les expériences des cinq étudiants.

## Personnages
- Dr Arthur Frost — Professeur d'université ; instructeur pour le cours de Métaphysique Spéculative.
- Étudiants suivant le cours de Métaphysique spéculative :
  - Howard Jenkins — Étudiant en génie. Il suit le cours uniquement à cause de ses sentiments pour Estelle
  - Helen Fisher — Aventureuse; intéressé par l'égalité des sexes
  - Robert Monroe / Igor —
  - Estelle Martin / Star Light —
  - Martha Ross — Étudiante très religieuse. (Manquant dans la version originale)
- Personnes dans la chronologie principale :
  - Izowski — Sergent de police gardant le Dr Frost
  - Chef de la police
- Préhistoire (voyage d'Helen Fisher) :
  - Old Man — un homme de Néandertal qui trouve Helen et prend soin d'elle
- Le monde de la guerre (voyage de Robert Monroe) :
  - La sœur d'Igor, le chef de file de la guerre contre les extraterrestres